# Palácio Wallenstein
Palácio Wallenstein é um palácio barroco em Malá Strana, Praga, que serviu como residência para o Generalíssimo Imperial Albrecht von Wallenstein e atualmente abriga o Senado da República Tcheca.

## História
O Palácio original foi construído nos anos 1623-1630 por Albrecht von Wallenstein, Duque de Mecklenburg (1583-1634),
Sua ambição lhe custou caro, já que Wallenstein acabaria sendo assassinado por ordem do rei, sob suspeita de que ele estava conspirando para tomar o poder, quando ele mal havia residido em seu palácio por um ano. Apesar disso, o palácio permaneceu nas mãos da família Wallenstein até vários séculos depois, quando foi expropriado durante o governo comunista. Atualmente, o Palácio Wallenstein é a sede do Senado, por isso só pode ser visto durante os fins de semana.

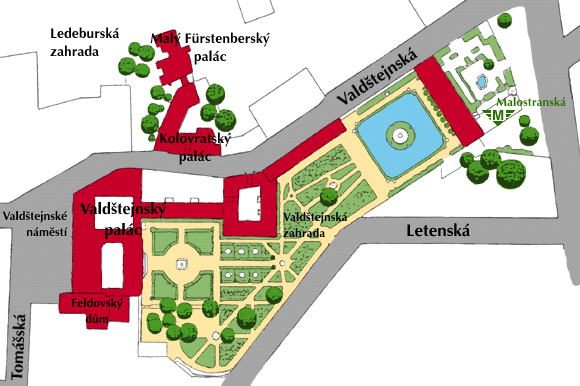
Mapa da Palácio Wallenstein.

Fotos em galeria

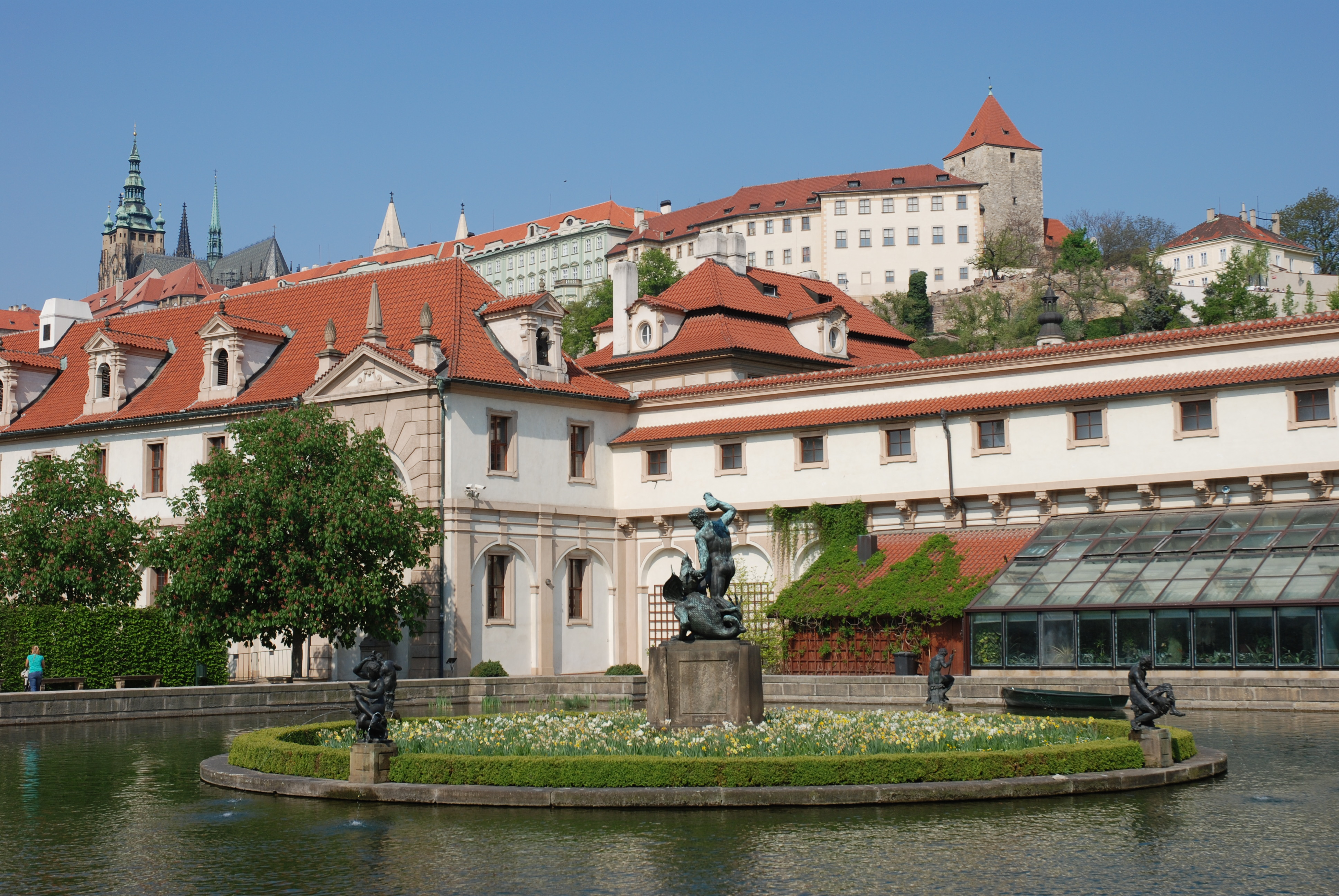
Vista do palácio.
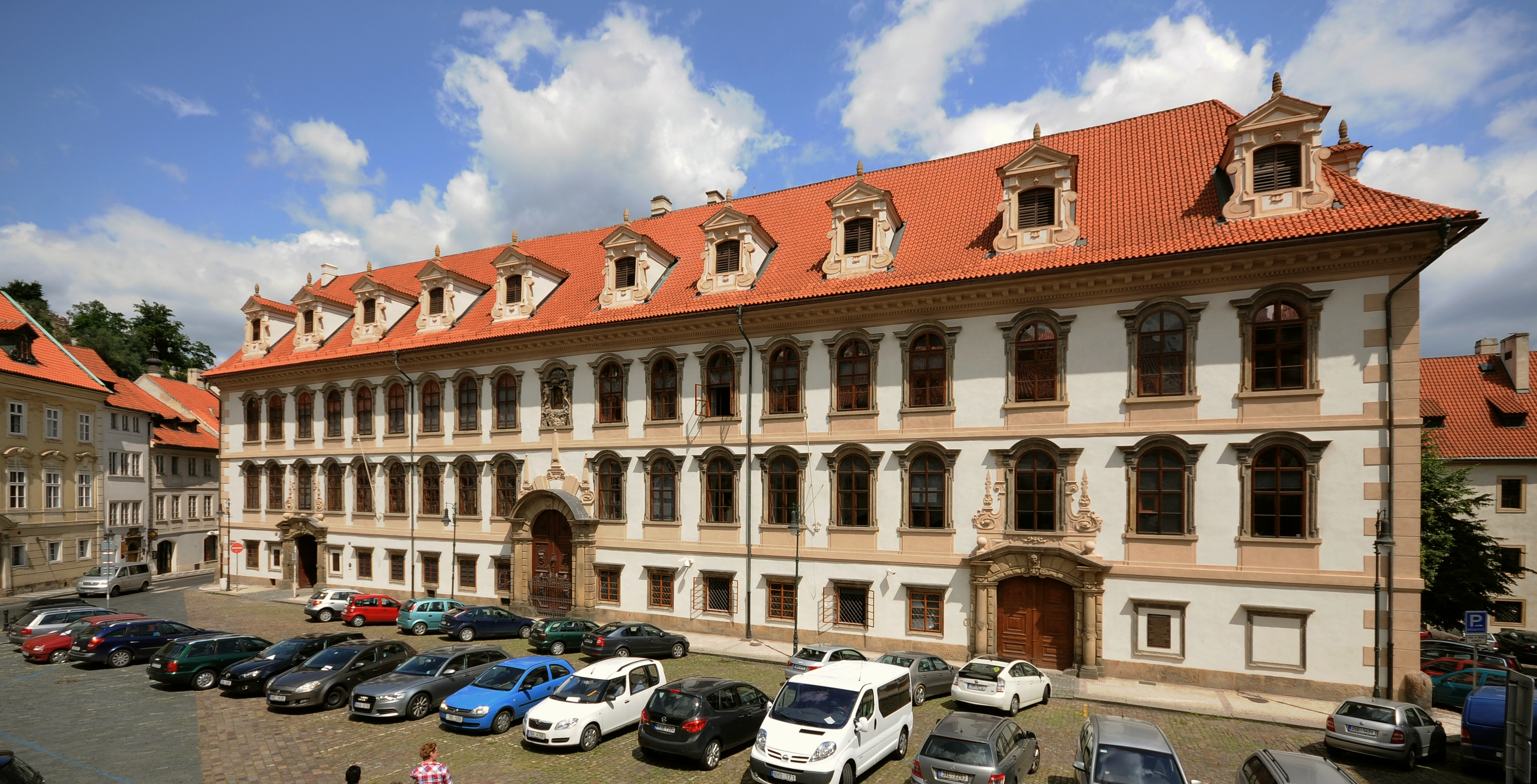
Fachada principal.
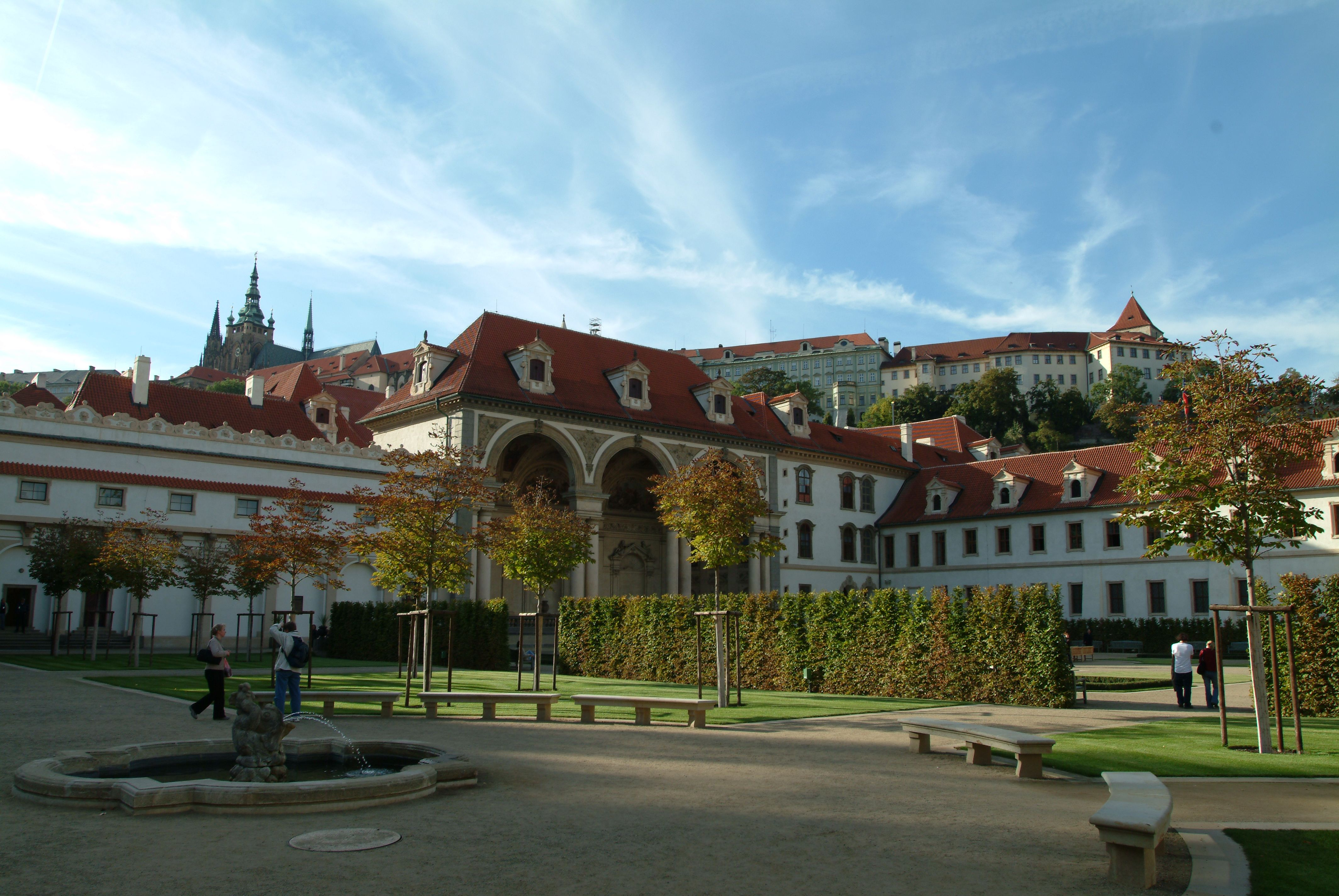
Palácio Wallenstein com o Castelo de Praga ao fundo.
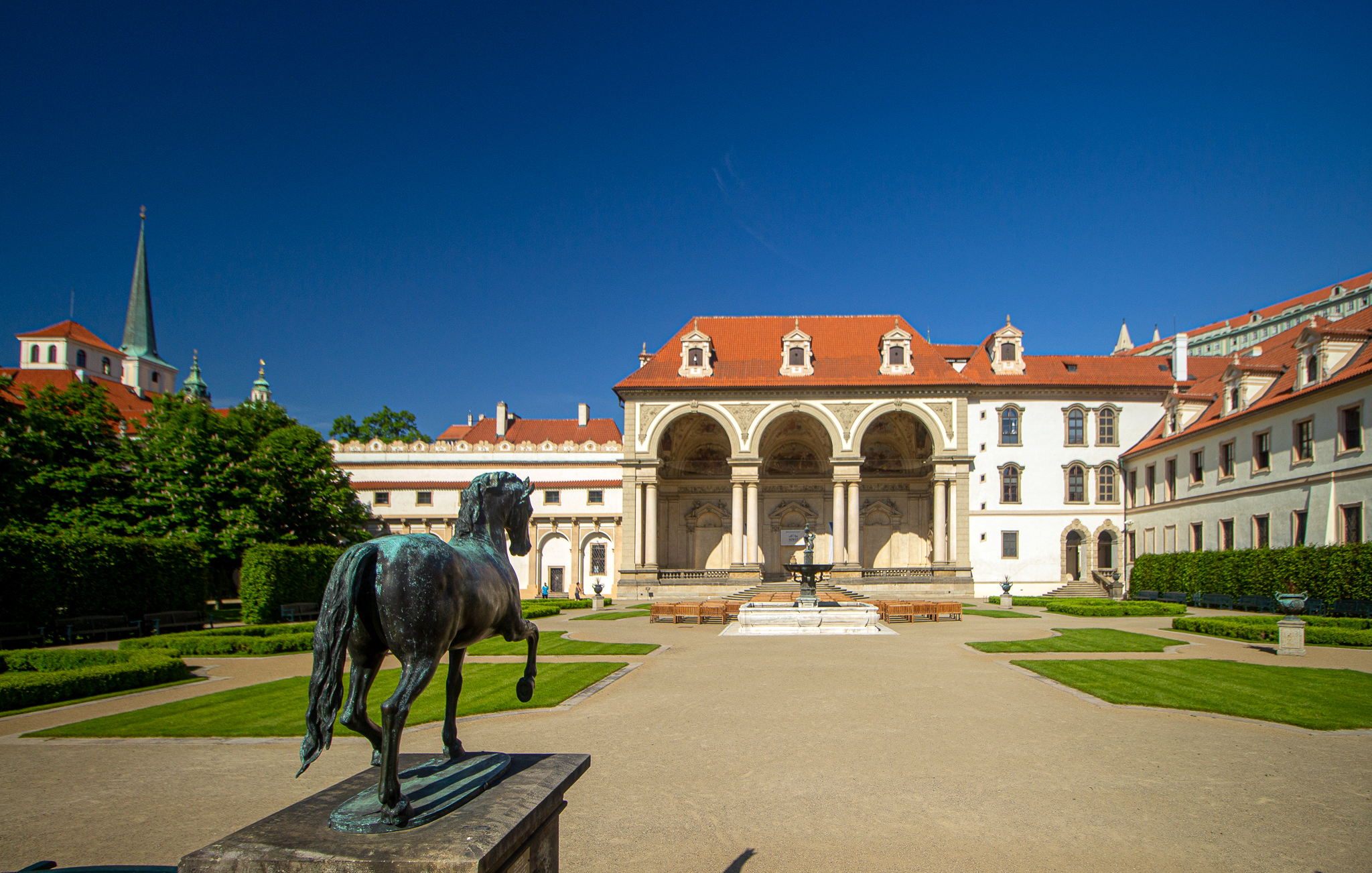
Salla Terrena.
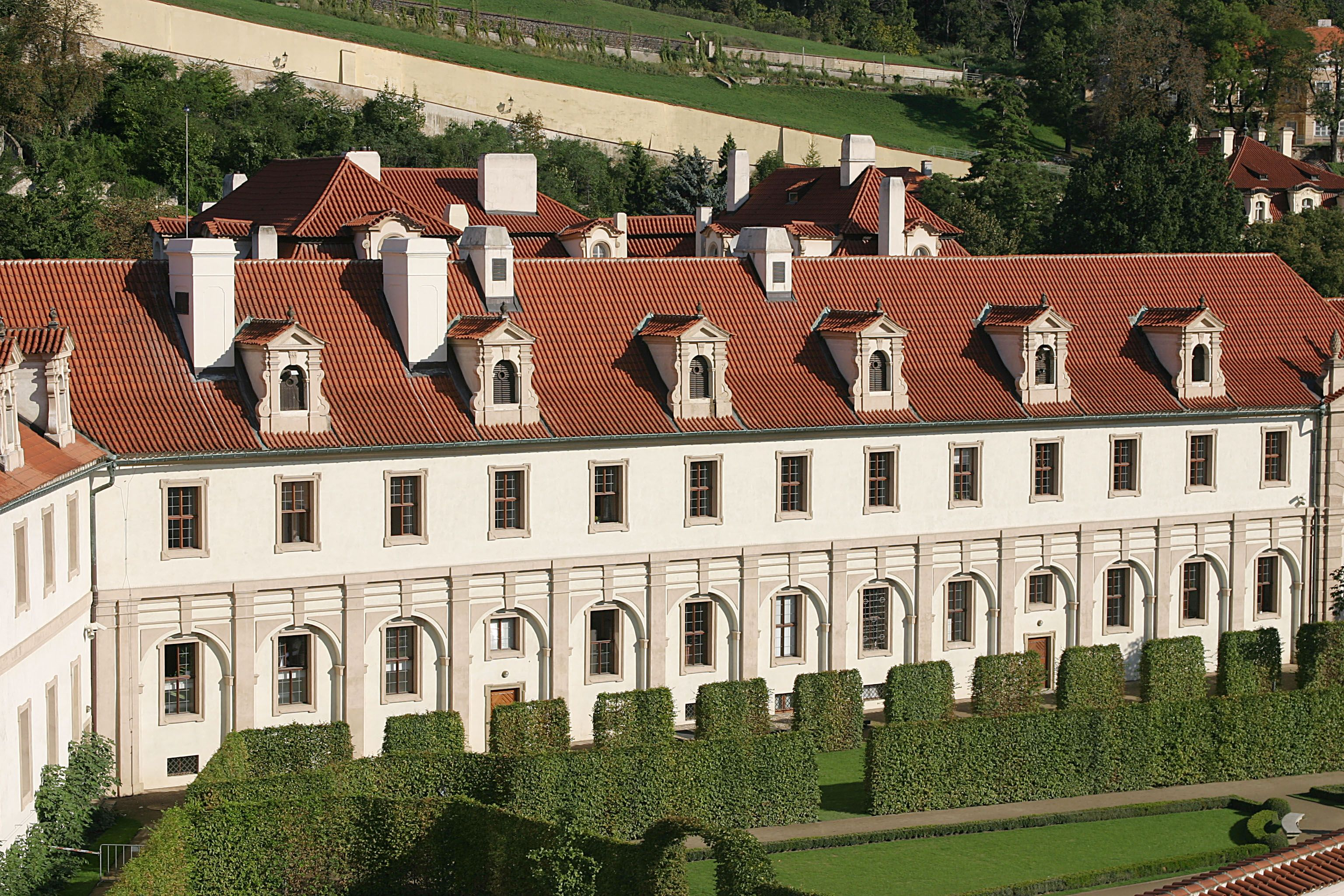
Vista Superior.
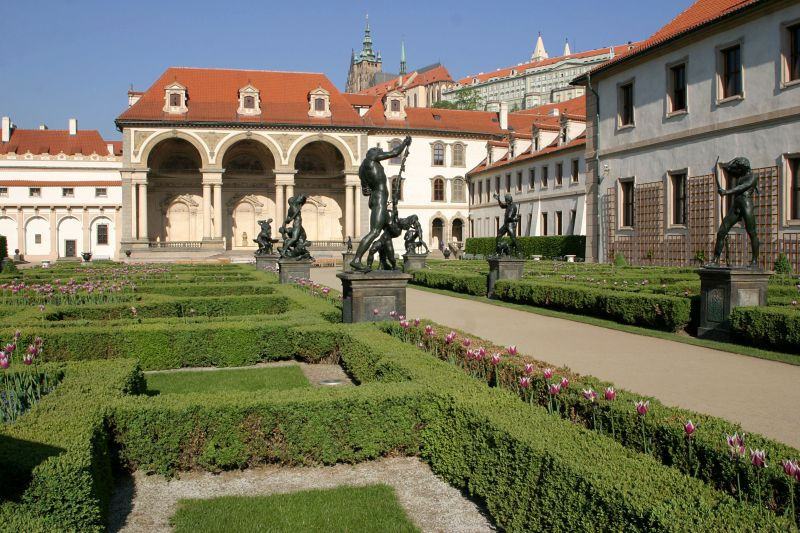
A parte ocidental do jardim com a avenida de esculturas e a Sala terrena (pavilhão do pátio).
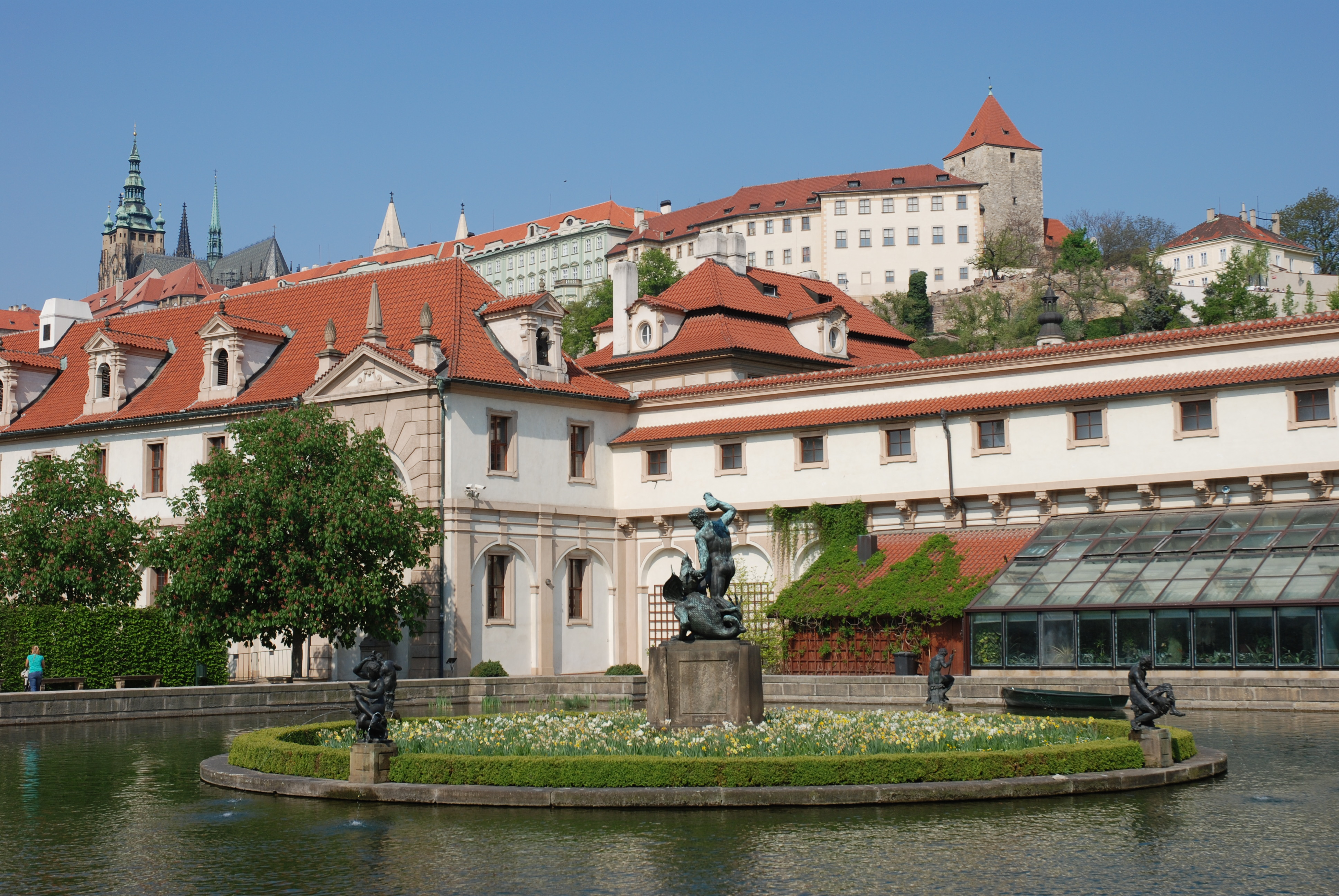
Adriaen de Vries escultura Hércules luta com o dragão na parte central do jardim.
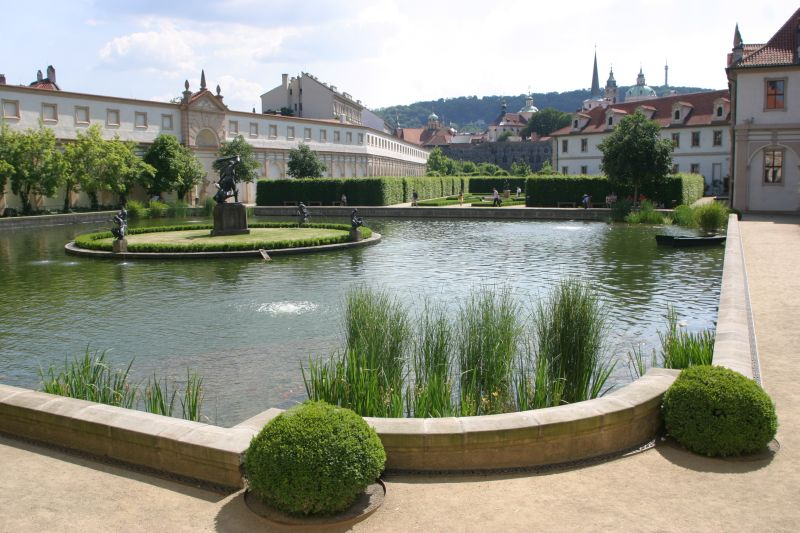
Os jardins do palácio.
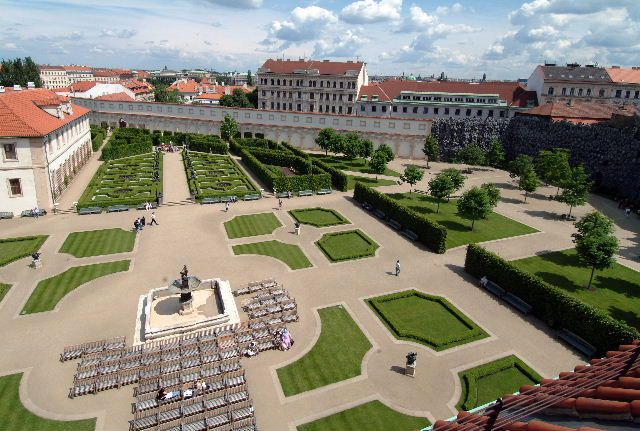
Vista panorâmica do jardim.